# Wanda (Misiones)
Pour les articles homonymes, voir Wanda (homonymie).
Wanda est une ville d'Argentine qui se trouve dans le département d'Iguazú de la province de Misiones.

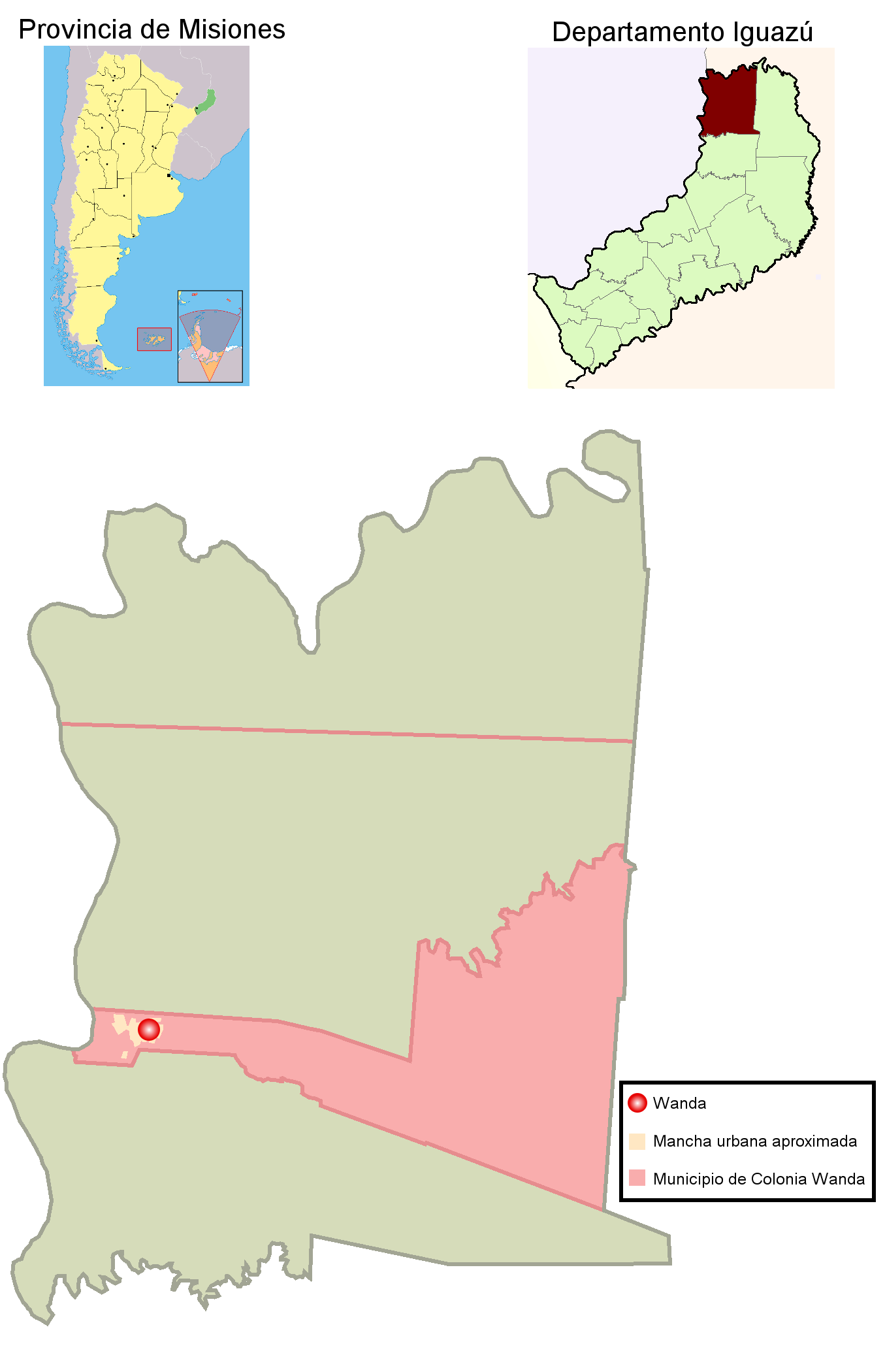

La ville se trouve sur la route nationale 12, ainsi que sur la route provinciale 19, unique voie d'accès vers le pont international qui conduit à Capanema, au Brésil.

## Population
La ville comptait 11.799 habitants en 2001, ce qui représentait une hausse de 50,2 % par rapport à 1991.

## Productions
- Produits forestiers
- yerba maté.